# Cabana de Banyell
La Cabana de Banyell è un bivacco alpino che si trova nella Parrocchia di Ordino a 2.080 m d'altezza.